# Княгинин (Мядельський район)
Княгинин (біл. вёска Княгінін) — село в складі Мядельського району Мінської області, Білорусь. Село є адміністративним центром Княгининській сільській раді, розташоване в північній частині області. Через село прокладена залізнична лінія Полоцьк — Молодечно, на якій знаходиться станція Княгинин.